# Dólar de Belize
O dólar de Belize (português brasileiro) ou do Belize (português europeu) é a moeda de Belize, um país da América Central. Subdivide-se em 100 cêntimos.